# Commission du marché intérieur et de la protection des consommateurs
La commission du marché intérieur et de la protection des consommateurs (IMCO) est l'une des 22 commissions et sous-commissions du Parlement européen. Elle est chargée d'exercer une surveillance et un contrôle législatifs sur les dispositions de l'Union européenne relatives à la libre circulation des marchandises et des services, à la libre circulation des professionnels, à la politique douanière, à l’harmonisation et aux intérêts économiques des consommateurs.

## Principaux membres

### Législature 2009-2014
| Nom                 | Position au sein de la commission | Pays        | Groupe politique |
| ------------------- | --------------------------------- | ----------- | ---------------- |
| Malcolm Harbour     | Président                         | Royaume-Uni | ECR              |
| Eija-Riitta Korhola | Vice-présidente                   | Finlande    | PPE              |
| Bernadette Vergnaud | Vice-présidente                   | France      | S&D              |
| Lara Comi           | Vice-présidente                   | Italie      | PPE              |
| Louis Grech         | Vice-président                    | Malte       | S&D              |

### Législature 2019-2024

#### 2019-2020
| Nom                         | Position au sein de la commission | Pays     | Groupe politique |
| --------------------------- | --------------------------------- | -------- | ---------------- |
| Petra De Sutter             | Présidente                        | Belgique | Verts/ALE        |
| Maria Grapini               | Vice-présidente                   | Roumanie | S&D              |
| Róża Thun                   | Vice-présidente                   | Pologne  | PPE              |
| Maria Manuel Leitão Marques | Vice-présidente                   | Portugal | S&D              |

#### 2020-2024
| Nom                         | Position au sein de la commission | Pays      | Groupe politique |
| --------------------------- | --------------------------------- | --------- | ---------------- |
| Anna Cavazzini              | Présidente                        | Allemagne | Verts/ALE        |
| Andrus Ansip                | Vice-président                    | Estonie   | RE               |
| Maria Grapini               | Vice-présidente                   | Roumanie  | S&D              |
| Krzysztof Hetman            | Vice-président                    | Pologne   | PPE              |
| Maria Manuel Leitão Marques | Vice-présidente                   | Portugal  | S&D              |